# El Chanfle
El Chanfle es una película de comedia y deporte mexicana de 1979, producida por Carmen Ochoa, escrita y dirigida por Enrique Segoviano, coproducida, escrita  y protagonizada por Roberto Gómez Bolaños "Chespirito". Esta película fue producida y distribuida por Televicine; fue seguida por una secuela lanzada en 1982, titulada El Chanfle 2.
Una de las características más resaltables de esta película es que en ella participaron conjuntamente todos los actores que trabajaron con Roberto Gómez Bolaños en los anteriores programas de El Chavo del 8 y El Chapulín Colorado. Para 1978 y 1979, Carlos Villagrán y Ramón Valdés se habían retirado del elenco de ambos programas y no habían compartido escenas con Raúl «Chato» Padilla, quien se incorporaría al elenco de ambas series y posteriormente interpretaría al personaje de Jaimito, el Cartero, que se incorporó a las series de El Chavo del Ocho y Chespirito respectivamente (y a pesar del también posterior y breve regreso de Valdés a la serie en 1981 para interpretar al personaje de Don Ramón en los sketches de El Chavo del 8), por lo que se puede decir que esta película reunió al elenco más completo que alguna vez rodeó al propio Chespirito.
El rodaje y la edición de esta película, se realizó en 1978 y se estrenó oficialmente en México el 18 de enero de 1979. En otros países se estrenó entre 1980 y 1982.
Esta película ha cosechado un gran número de seguidores, especialmente los fanáticos del mundo de Chespirito, lo que le ha dado la categoría de Película de culto.
Sigue las peripecias de El Chanfle, un utilero muy honrado pero algo torpe que trabaja para un equipo de fútbol y quien busca vender una pistola con el fin de conseguir el dinero suficiente para pagar los cuidados de su esposa, quien está embarazada.

## Argumento
El Chanfle (interpretado por Roberto Gómez Bolaños) es utilero del equipo de fútbol América, tiene aproximadamente 34 años. Está casado con Tere (interpretada por Florinda Meza) y llevan alrededor de diez años de matrimonio, pero a pesar de esto no han podido tener hijos. El Chanfle es un hombre honrado y honesto, que a pesar de su situación económica deplorable, cada vez que se mete en problemas siempre paga sus deudas, esto a pesar de que le pueda afectar posteriormente.
Esto último mencionado lo lleva a vender sus pertenencias para tener un poco de dinero, optando por vender una pistola, sólo que el Chanfle se la vende a una persona equivocada: Paco (interpretado por Raúl "Chato" Padilla), un hombre que siempre está borracho, por lo que cuando el Chanfle intenta vendérsela, este piensa que quiere asaltarlo y matarlo. Esto lleva a Paco a perseguirlo cada vez que lo encuentra con tal de hacerlo pagar.
Su forma de ser tan honesta le lleva a ir incluso en contra de Moncho Reyes (interpretado por Ramón Valdés), entrenador del equipo de fútbol; dado que Valentino (interpretado por Carlos Villagrán), jugador del equipo es lo contrario del Chanfle (ya que es deshonesto), éste último nunca se muestra de acuerdo con los actos y hechos que él llama antideportivos y deshonestos dentro y fuera de la cancha, tanto con Reyes, como hasta con el mismo árbitro de los partidos.
Posteriormente, Tere se entera de que está embarazada, lo cual la llena de alegría debido a tantos años de casada que lleva con el Chanfle, sin poder concebir hijos, noticia que también alegra en gran manera a su esposo.
Con lo que nadie contaba era con que la hija del matrimonio del Chanfle naciera en un partido de fútbol del América en el Estadio Azteca, situación que pone nervioso a todo el mundo. Para finalizado el primer tiempo del partido contra el Atlético Español (hoy conocido como Necaxa) el parto ya se estaba suscitando, y quien más sufre de nerviosismo por la situación es el Chanfle, que logra ser expulsado de la cancha para ir a presenciar el parto de su esposa (supuesto partido de final de torneo dónde no hay campeón, ya que el partido es suspendido y posteriormente anulado por la federación de fútbol), pero se le presentaría otro obstáculo: Paco, quien comienza a perseguirlo por los alrededores del estadio para dispararle. A pesar de eso, llegó a tiempo para ver a su hija nacer.
Al final el Chanfle es retirado de su puesto de utilero y puesto ahora como entrenador de la sección infantil del equipo, esto a petición de Moncho, quien afirma haber reflexionado un poco sobre las actitudes del Chanfle. Éste intenta firmar el contrato, pero como siempre, sólo se dedicó a hacer destrozos en la oficina del Sr. Matute (interpretado por Rubén Aguirre). El largometraje finaliza con el Chanfle quebrando un cristal que anunciaba el final de dicha película.

## Reparto
- Roberto Gómez Bolaños "Chespirito" como el Chanfle / Dr. Chapatín.
- Carlos Villagrán como Valentino.
- Ramón Valdés como Moncho Reyes.
- Florinda Meza como Tere.
- Rubén Aguirre como Sr. Matute.
- Édgar Vivar como Dr. Nájera.
- Raúl "Chato" Padilla como Paco.
- Angelines Fernández como esposa de Paco.
- Horacio Gómez Bolaños como policía.
- María Antonieta de las Nieves como Diana / Doña Nieves.

## Datos de interés
- La película reúne varios argumentos cómicos de los dos anteriores programas El Chavo del 8 y El Chapulín Colorado adaptados a la historia de la película y la mayoría son hechos por el personaje del Chanfle.
- A pesar de que como se mencionó anteriormente, esta película reunió al elenco más completo que trabajó con Roberto Gómez Bolaños a lo largo de sus diferentes programas. Carlos Villagrán y Ramón Valdés no llegaron a compartir escenas con Raúl "Chato" Padilla, aunque en la escena en qué Paco (personaje de Padilla) persigue al Chanfle (personaje de Chespirito), accidentalmente chocan contra Valentino (personaje de Villagrán) mientras lo llevaban a la enfermería, quedando creíblemente como el único acercamiento que se pudo haber dado en escena entre estos actores en un trabajo de Chespirito (actuaron juntos en 1968 en la obra de teatro "Historia de un par de piernas").
- Esta película es mencionada en el capítulo "Un día en el cine" (de 1979) del Chavo del 8 cuando los personajes están en la sala cinematográfica y él menciona: "Mejor hubiéramos ido a ver al Chanfle".
- En el comienzo de ese capítulo, el Chavo le dice a Don Ramón que en la película hay un entrenador de fútbol idéntico a él, de nombre Moncho Reyes (interpretado también por Ramón Valdés).
- Cuando el Dr. Nájera rompe el suelo se puede ver que cae en la casa del Doctor Chapatín (personaje interpretado por Chespirito y con apariciones ocasionalmente en varios sketches, en el programa Chespirito).
- Chespirito se basó en el gran personaje del fútbol Rogelio Cruz "El More", utilero del Puebla desde hace 55 años, y en el Sr. Nacho Trelles, jugador y entrenador, para realizar la película.
- Al inicio de la película, se hace mención al partido que disputará el América contra el Puebla. Al momento de mencionar las alineaciones, los apellidos de los jugadores del Puebla son los apellidos de todos los actores de la película.